# Olio dei catecumeni

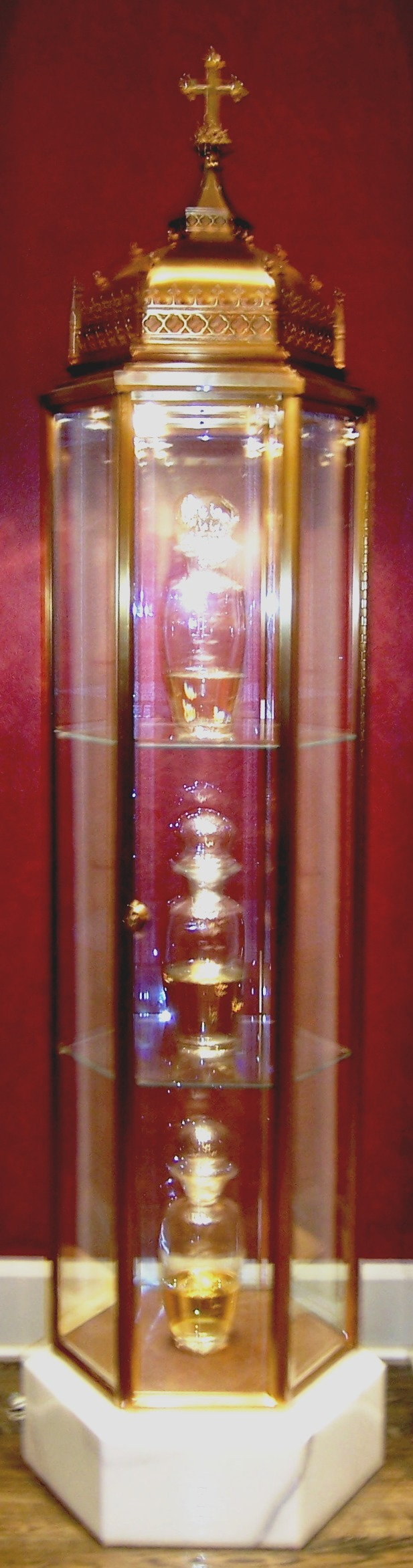
Contenitore in cristallo per riporre il crisma, l'olio degli infermi e l'olio dei catecumeni.

Nella Chiesa cattolica l'olio dei catecumeni è l'olio che viene utilizzato durante l'amministrazione del sacramento del battesimo.

## Descrizione
Prende il nome dal fatto che gli adulti che si preparano per diventare cristiani vengono chiamati catecumeni.
L'olio dei catecumeni viene usato nei riti preparatori al battesimo come segno di fortezza nella lotta contro il peccato. Si tracciano con quest'olio una croce sul petto e un'altra fra le scapole del catecumeno, per significare la forza di Cristo.
Quest'olio viene benedetto dal vescovo insieme all'olio degli infermi e al crisma in ogni diocesi una volta all'anno, nella messa del crisma del Giovedì santo. Nelle parrocchie viene comunemente custodito insieme agli altri due oli santi.